# Криспано
Криспано (італ. Crispano, сиц. Crispanu) — муніципалітет в Італії, у регіоні Кампанія,  метрополійне місто Неаполь.
Криспано розташоване на відстані близько 185 км на південний схід від Рима, 14 км на північ від Неаполя.
Населення — 12 359 осіб (2014).
Щорічний фестиваль відбувається 12 березня. Покровитель — San Gregorio Magno.

## Демографія
Населення за роками:

Станом на 1 січня 2023 року в муніципалітеті офіційно проживало 120 іноземців з 19 країн, серед них 22 громадяни країн Євросоюзу та 32 громадяни України.

## Сусідні муніципалітети
- Кайвано
- Кардіто
- Фраттамаджоре
- Фраттаміноре
- Орта-ді-Ателла